# جائزة الولايات المتحدة الكبرى 1970
جائزة الولايات المتحدة الكبرى 1970 هو سباق فورمولا 1 أقيم بتاريخ 4 أكتوبر 1970 في نيويورك. كان الثاني عشر من أصل 13 في بطولة العالم لسباقات الفورمولا واحد موسم 1970.